# Olympische Sommerspiele 2016/Rudern – Doppelzweier (Frauen)
Der Ruderwettbewerb im Doppelzweier der Frauen im Rahmen der Ruderregatta der Olympischen Sommerspiele 2016 in Rio de Janeiro wurde vom 6. bis 11. August 2016 in der Lagune Rodrigo de Freitas ausgetragen. 26 Athletinnen in 13 Mannschaften traten an.
Der Wettbewerb, der über die olympische Ruderdistanz von 2000 Metern ausgetragen wurde, begann mit drei Vorläufen mit jeweils vier oder fünf Mannschaften. Die jeweils erst-, zweit- und drittplatzierten Mannschaften der Vorläufe qualifizierten sich direkt für das Halbfinale, während die verbleibenden vier Mannschaften in den Hoffnungslauf mussten. Hier qualifizierten sich noch einmal die ersten drei Teams für das Halbfinale. In den beiden Läufen des Halbfinals qualifizierten sich jeweils die drei erstplatzierten Mannschaften für das Finale, während die viert- bis sechstplatzierten im B-Finale um Platz 7 bis 12 ruderten. Im Finale am 11. August kämpften sechs Mannschaften um olympische Medaillen.
Die jeweils für die nächste Runde qualifizierten Mannschaften sind hellgrün unterlegt.
Magdalena Fularczyk-Kozłowska und Natalia Madaj aus Polen gewannen den Wettbewerb vor der Titelverteidigerin Katherine Grainger, die mit Victoria Thornley eine neue Kombination bildete. Grainger und Thornley hatten zuvor große Schwierigkeiten, sich in Großbritannien für die Nominierung in dieser Bootsklasse zu qualifizieren. Als drittplatzierte Mannschaft erruderten Milda Valčiukaitė und Donata Vištartaitė aus Litauen die Bronzemedaille. Die Weltmeisterinnen von 2015 aus Neuseeland erreichten nur den zwölften Rang.

## Titelträger und Ausgangslage
| Olympiasieger (London 2012)                | Vereinigtes Königreich Katherine Grainger, Anna Watkins |
| Weltmeister (Aiguebelette 2015)            | Neuseeland Eve Macfarlane, Zoe Stevenson                |
| Europameister (Brandenburg 2016)           | Belarus Julija Bitschyk, Tatjana Kuchta                 |
| Weltbestzeit (6:37,31 min, Amsterdam 2014) | Australien Olympia Aldersey, Sally Kehoe                |

## Teilnehmer
| Qualifikation                | Nation                 | Mannschaft                                  |
| ---------------------------- | ---------------------- | ------------------------------------------- |
| Weltmeisterschaften 2015     | Neuseeland             | Eve Macfarlane Zoe Stevenson                |
| Weltmeisterschaften 2015     | Griechenland           | Sofia Asoumanaki Aikaterini Nikolaidou      |
| Weltmeisterschaften 2015     | Deutschland            | Mareike Adams Marie-Cathérine Arnold        |
| Weltmeisterschaften 2015     | Polen                  | Magdalena Fularczyk-Kozłowska Natalia Madaj |
| Weltmeisterschaften 2015     | Litauen                | Milda Valčiukaitė Donata Vištartaitė        |
| Weltmeisterschaften 2015     | Vereinigtes Königreich | Katherine Grainger Victoria Thornley        |
| Weltmeisterschaften 2015     | Volksrepublik China    | Lyu Yang Zhu Weiwei                         |
| Weltmeisterschaften 2015     | Frankreich             | Hélène Lefebvre Elodie Ravera               |
| Weltmeisterschaften 2015     | Belarus                | Julija Bitschyk Tatjana Kuchta              |
| Weltmeisterschaften 2015     | Australien             | Genevieve Horton Sally Kehoe                |
| Weltmeisterschaften 2015     | Vereinigte Staaten     | Meghan O’Leary Ellen Tomek                  |
| Internationale Qualifikation | Tschechien             | Lenka Antošová Kristýna Fleissnerová        |
| Internationale Qualifikation | Dänemark               | Lisbet Jakobsen Nina Hollensen              |

## Vorläufe
Samstag, 6. August 2016

### Vorlauf 1
| Platz | Boot           | Besatzung                             | Zeit (min) | Qualifikation |
| ----- | -------------- | ------------------------------------- | ---------- | ------------- |
| 1     | Litauen        | Milda Valčiukaitė, Donata Vištartaitė | 7:04,82    | Halbfinale    |
| 2     | Großbritannien | Katherine Grainger, Victoria Thornley | 7:05,32    | Halbfinale    |
| 3     | Frankreich     | Hélène Lefebvre, Elodie Ravera        | 7:05,65    | Halbfinale    |
| 4     | Deutschland    | Mareike Adams, Marie-Cathérine Arnold | 7:13,49    | Hoffnungslauf |
| 5     | Dänemark       | Lisbet Jakobsen, Nina Hollensen       | 7:18,92    | Hoffnungslauf |

### Vorlauf 2
| Platz | Boot               | Besatzung                                    | Zeit (min) | Qualifikation |
| ----- | ------------------ | -------------------------------------------- | ---------- | ------------- |
| 1     | Polen              | Magdalena Fularczyk-Kozłowska, Natalia Madaj | 7:16,16    | Halbfinale    |
| 2     | China              | Lyu Yang, Zhu Weiwei                         | 7:25,19    | Halbfinale    |
| 3     | Belarus            | Julija Bitschyk, Tatjana Kuchta              | 7:27,22    | Halbfinale    |
| 4     | Vereinigte Staaten | Meghan O’Leary, Ellen Tomek                  | 7:46,92    | Hoffnungslauf |

### Vorlauf 3
| Platz | Boot         | Besatzung                               | Zeit (min) | Qualifikation |
| ----- | ------------ | --------------------------------------- | ---------- | ------------- |
| 1     | Neuseeland   | Eve Macfarlane, Zoe Stevenson           | 7:14,31    | Halbfinale    |
| 2     | Australien   | Genevieve Horton, Sally Kehoe           | 7:17,34    | Halbfinale    |
| 3     | Griechenland | Sofia Asoumanaki, Aikaterini Nikolaidou | 7:20,64    | Halbfinale    |
| 4     | Tschechien   | Lenka Antošová, Kristýna Fleissnerová   | 7:35,85    | Hoffnungslauf |

## Hoffnungslauf
geplant am Sonntag, 7. August 2016, verschoben auf Montag, 8. August 2016
| Platz | Boot               | Besatzung                             | Zeit (min) | Qualifikation |
| ----- | ------------------ | ------------------------------------- | ---------- | ------------- |
| 1     | Deutschland        | Mareike Adams, Marie-Cathérine Arnold | 7:00,54    | Halbfinale    |
| 2     | Vereinigte Staaten | Meghan O’Leary, Ellen Tomek           | 7:00,60    | Halbfinale    |
| 3     | Tschechien         | Lenka Antošová, Kristýna Fleissnerová | 7:03,68    | Halbfinale    |
| 4     | Dänemark           | Lisbet Jakobsen, Nina Hollensen       | 7:04,35    | –             |

## Halbfinale
Dienstag, 9. August 2016

### Halbfinale 1
| Platz | Boot               | Besatzung                               | Zeit (min) | Qualifikation |
| ----- | ------------------ | --------------------------------------- | ---------- | ------------- |
| 1     | Griechenland       | Sofia Asoumanaki, Aikaterini Nikolaidou | 6:51,99    | Finale        |
| 2     | Litauen            | Milda Valčiukaitė, Donata Vištartaitė   | 6:52,46    | Finale        |
| 3     | Vereinigte Staaten | Meghan O’Leary, Ellen Tomek             | 6:52,92    | Finale        |
| 4     | Neuseeland         | Eve Macfarlane, Zoe Stevenson           | 6:52,97    | B-Finale      |
| 5     | Deutschland        | Mareike Adams, Marie-Cathérine Arnold   | 6:58,70    | B-Finale      |
| 6     | China              | Lyu Yang, Zhu Weiwei                    | 7:05,31    | B-Finale      |

### Halbfinale 2
| Platz | Boot           | Besatzung                                    | Zeit (min) | Qualifikation |
| ----- | -------------- | -------------------------------------------- | ---------- | ------------- |
| 1     | Polen          | Magdalena Fularczyk-Kozłowska, Natalia Madaj | 6:50,63    | Finale        |
| 2     | Großbritannien | Katherine Grainger, Victoria Thornley        | 6:52,47    | Finale        |
| 3     | Frankreich     | Hélène Lefebvre, Elodie Ravera               | 6:54,34    | Finale        |
| 4     | Australien     | Genevieve Horton, Sally Kehoe                | 6:55,37    | B-Finale      |
| 5     | Belarus        | Julija Bitschyk, Tatjana Kuchta              | 6:57,64    | B-Finale      |
| 6     | Tschechien     | Lenka Antošová, Kristýna Fleissnerová        | 7:03,79    | B-Finale      |

## Finale
Donnerstag, 11. August 2016

Anmerkung: Ermittlung der Plätze 1 bis 6
| Platz | Boot               | Besatzung                                    | Zeit (min) |
| ----- | ------------------ | -------------------------------------------- | ---------- |
| 1     | Polen              | Magdalena Fularczyk-Kozłowska, Natalia Madaj | 7:40,10    |
| 2     | Großbritannien     | Katherine Grainger, Victoria Thornley        | 7:41,05    |
| 3     | Litauen            | Milda Valčiukaitė, Donata Vištartaitė        | 7:43,76    |
| 4     | Griechenland       | Sofia Asoumanaki, Aikaterini Nikolaidou      | 7:48,62    |
| 5     | Frankreich         | Hélène Lefebvre, Elodie Ravera               | 7:52,03    |
| 6     | Vereinigte Staaten | Meghan O’Leary, Ellen Tomek                  | 8:06,18    |

### B-Finale
Anmerkung: Ermittlung der Plätze 7 bis 12
| Platz | Boot        | Besatzung                             | Zeit (min) |
| ----- | ----------- | ------------------------------------- | ---------- |
| 7     | Deutschland | Mareike Adams, Marie-Cathérine Arnold | 7:39,82    |
| 8     | Belarus     | Julija Bitschyk, Tatjana Kuchta       | 7:40,48    |
| 9     | Australien  | Genevieve Horton, Sally Kehoe         | 7:42,30    |
| 10    | Tschechien  | Lenka Antošová, Kristýna Fleissnerová | 7:43,77    |
| 11    | China       | Lyu Yang, Zhu Weiwei                  | 7:45,68    |
| 12    | Neuseeland  | Eve Macfarlane, Zoe Stevenson         | 7:50,74    |

### Weiteres Klassement ohne Finals
| Platz | Boot     | Besatzung                       | Zeit (min) |
| ----- | -------- | ------------------------------- | ---------- |
| 13    | Dänemark | Lisbet Jakobsen, Nina Hollensen | –          |